# Caller's Bane

Caller's Bane (початкова назва Scrolls) — це стратегічна цифрова колекційна карткова гра, розроблена Mojang, мета якої поєднати елементи колекційних карткових і традиційних настільних ігор. Scrolls спочатку був задуманий і розроблений Якобом Порсером, який разом із засновником Mojang Маркусом Перссоном мали намір створити тип гри, якої зараз не було на ринку. Гра розроблена з використанням ігрового движка Unity, що дозволяє працювати на кількох ігрових платформах. Scrolls було анонсовано 2 березня 2011 року як другу гру Mojang Studios. У той час як Mojang стверджував, що вони припинили розробку гри в червні 2015 року, компанія виявила, що вони все ще працювали над проєктом, і в червні 2018 року безкоштовно випустили гру під новою назвою Caller's Bane. Останнє оновлення було випущено у 2019 році.

## Ігровий процес
Гра обертається навколо використання карток, або «сувоїв», щоб працювати над знищенням трьох із п'яти ідолів протилежного гравця, які є статичними об'єктами на обох кінцях поля бою. У Caller's Bane є чотири різні типи сувоїв: істоти, структури, заклинання та чари. Істоти граються на дошці та можуть атакувати, щоб знищити ворожих істот і ідолів. Структури також граються на дошці та, на відміну від істот, є нерухомими. Заклинання мають широкий спектр ефектів, але часто граються проти істот або структур. Зачарування накладаються на істот і зазвичай забезпечують тривалий ефект для цієї істоти.

### Статистика
Кожна одиниця (істота або структура) має три основні статистичні дані, пов'язані з нею: Атака, Зворотний відлік і Здоров'я. Атака визначає, скільки шкоди завдасть одиниця (деякі одиниці не атакують і замість цього мають «-» для цієї характеристики). Зворотний відлік визначає, скільки ходів юніт чекає, перш ніж атакувати. Кожного разу, коли настає ваша черга, усі одиниці (за деякими винятками) відраховуються на 1. Якщо одиниця відлічує до 0, вона атакуватиме в кінці вашого ходу. Коли юніт завершить атаку, його зворотний відлік буде скинуто до базового зворотного відліку, який зазвичай дорівнює 2, але може коливатися від 1 до 6. Здоров'я — це кількість сукупної шкоди, яку може отримати одиниця, перш ніж її буде знищено. Як основа для порівняння, всі айдоли в стандартному матчі починаються з 10 здоров'ям.

### Повороти
Коли настане ваша черга, у вас буде 90 секунд на виконання дій (у багатокористувацькій грі) або необмежений час (в одиночній грі). У будь-який час свого ходу ви можете пересувати істот на сусідні порожні місця, щонайбільше один раз на істоту за хід. Структури не можна пересувати без допомоги певних заклинань або зачарувань. Ви також можете один раз за хід «пожертвувати» сувоєм у своїй руці. Ви можете або пожертвувати ним, щоб намалювати два нових сувої, або отримати очко ресурсу (див. нижче). Гарною ідеєю буде пожертвувати своїми сувоями, перш ніж грати в будь-який. Ви можете грати стільки сувоїв, скільки дозволяють ваші ресурси або рука. Хід завершено, коли клацнути піктограму пісочного годинника внизу ліворуч. Ви малюєте один новий сувій кожного ходу.

### Ресурси
Очки ресурсів використовуються для відтворення сувоїв: кожен сувій має «вартість» (1-8 ресурсів). У грі є чотири різні ресурси: енергія, порядок, зростання та розпад; і один «суперресурс», Wild, який можна використовувати замість будь-якого ресурсу, але має обмеження щодо того, коли ви можете пожертвувати ним. Кожен сувій належить до іншого ресурсу або фракції. Наприклад, відтворення сувою Гарматний автомат коштує 6 енергії. Коли ви жертвуєте сувоєм заради ресурсу, ваш максимальний ресурс зростає. Таким чином, для кожного ресурсу є два значення: поточний ресурс і максимальний ресурс. Ваш поточний ресурс вичерпується, коли ви граєте в сувої, але на початку вашого ходу поточний ресурс заповнюється до максимального.

## Розвиток
Маркус «Нотч» Перссон, творець Minecraft, і Якоб Порсер були натхненні створити новий тип гри, якої немає на ринку, передбачивши гру, яка включала б елементи колекційних карткових і традиційних настільних ігор. У результаті «буде стратегічна гра з міцною основою тактичної гри».
У липні 2012 року Scrolls перейшов у закриту альфа-фазу, і невелика частина тих, хто зареєструвався, отримала повний доступ до гри. Додаткові запрошення були надіслані, оскільки період тестування перейшов у відкриту бета-фазу. У червні 2013 року гра перейшла на стадію відкритого бета-тестування, що дозволило публічно придбати назву.
11 липня 2013 року було оголошено, що Scrolls запровадить крафт. З додаванням цієї функції три однакові сувої можна було створити в один сувій вищого рівня, який мав додаткові візуальні ефекти. Сувої рівня другого і вище зберігали б статистику матчу, а в пізнішому оновленні сувої третього рівня були створені, щоб дати їхньому власнику невеликий приріст золота, коли він витягується в матчі.
У жовтні 2013 року Scrolls анонсувала режим «Judgement Mode», у якому гравці збирають карти в нову колоду з карткового пулу, а потім грають у кілька ігор із цими картами. Після цих ігор гравець отримує кількість карток, пропорційну тому, наскільки добре він виступив у своїх матчах.
10 грудня 2014 року Mojang оголосив, що Scrolls залишить свою бета-фазу для офіційного випуску наступного дня. Scrolls було перенесено на iOS, однак Apple відхилила подання на випуск через систему облікових записів гри, яка вимагала від гравців реєстрації перед грою. Версія для iOS була зрештою скасована, коли Mojang оголосила про припинення активної розробки гри в червні 2015 року
У міру того, як розробка гри продовжувалася, майбутні функції були перенесені на «тестовий сервер» перед впровадженням у гру. Це дозволило розробникам зібрати відгуки про нові функції та виконати балансування налаштувань і виправлення помилок до їх офіційного впровадження в гру. Тестовий сервер був доступний за допомогою кнопки «Додаткові параметри» на панелі запуску гри.
У червні 2015 року Mojang оголосила, що припиняє розробку подальшого контенту для гри. Вони також зазначили, що всі доходи від гри підуть на підтримку серверів, які, як вони підтвердили, працюватимуть принаймні до 1 липня 2016 року
У лютому 2018 року розробники оголосили, що ігрові сервери будуть закриті 13 лютого 2018 року потребує оновлення, але вони планують випустити виконуваний файл сервера для спільноти. 20 червня 2018 року Mojang повідомила, що вони все ще працюють над грою, щоб вона підтримувала сервери спільноти; вони випустили назву під новою назвою Caller's Bane як безкоштовний клієнт, налаштований для роботи з цими серверами спільноти.

### Позов Bethesda
Mojang був залучений у юридичну суперечку з Bethesda Softworks, яка стверджувала, що використання назви Scrolls призведе до плутанини з її власною серією The Elder Scrolls. Mojang виграла тимчасову судову заборону щодо проблеми з назвою «Scrolls», і їй дозволено продовжувати використовувати цю назву для майбутнього розвитку. У березні 2012 року Mojang і Bethesda досягли мирової угоди, згідно з якою Mojang не буде торговою маркою Scrolls, але Bethesda не оскаржуватиме назву Scrolls, доки вона не буде конкурентом The Elder Scrolls.

## Рецепція
Після випуску гра отримала змішані або позитивні відгуки, отримавши 73 бали зі 100 на сайті агрегатора оглядів Metacritic і оцінку користувачів 7,3 на основі 46 оглядів.